# بزرگراه شهید آقابابایی
بزرگراه شهید اکبر آقابابایی، بزرگراهی در شمال شرقی اصفهان است.
| از شمال به جنوب                              | از شمال به جنوب                     |
| -------------------------------------------- | ----------------------------------- |
| میدان جوان                                   | خیابان عاشق اصفهانی                 |
|                                              | بزرگراه شهید چمران                  |
|                                              | خیابان معراج خیابان هفتون           |
|                                              | \| شهرک بهداشت و درمان اصفهان \|    |
|                                              | خیابان حکیم شفایی خیابان آذر بیگدلی |
|                                              | بلوار زرین کوب عطشاران              |
|                                              | خیابان قدسی خیابان شهروند           |
|                                              | بلوار جی خیابان خواجه عمید          |
| ادامه دارد به صورت: بزرگراه شهید صیاد شیرازی |                                     |
| از جنوب به شمال                              |                                     |
| شهرک بهداشت و درمان اصفهان                   |                                     |

الگو:Expressways of Esfahan